# Злата Петковић
Злата Петковић (Сврљиг, 11. фебруар 1954 — Београд, 3. децембар 2012) била је српска глумица, као и бивша Мис Југославије. Била је супруга композитора Александра Сање Илића и сестра музичара Дејана Петковића.

## Биографија
Злата је рођена у Сврљигу 11. фебруара 1954. Основну школу завршила је у Смедереву, а гимназију је похађала у Белој Паланци и ванредно у Загребу. Након једне аудиције 1970. Злати је понуђено да учествује на избору за најлепшу тинејџерку Југославије у Загребу, на ком је изабрана за прву пратиљу, што јој је омогућило да оде на светски избор за најлепшу тинејџерку у Токију, на ком је изабрана за Мис фотогеничности.
Учествовање на избору за најлепшу тинејџерку јој је донело и прву филмску улогу у филму Милана Јелића „Бубашинтер“.
Године 1971. победила је на избору за Мис Југославије а исте године је представљала СФРЈ на избору за Мис света.
Факултет драмских уметности у Београду уписала је након завршетка средње школе, а колеге на класи су јој били Богдан Диклић, Љиљана Стјепановић, Снежана Савић, Иван Клеменц, Радош Бајић и Лазар Ристовски. Након дипломирања, редитељ Александар Ђорђевић јој је понудио улогу Марије у филму и серији Повратак отписаних.
Умрла је у Београду 3. децембра 2012. године у 58. години живота, седам дана пошто је доживела мождани удар. Сахрањена је 6. децембра 2012. на Новом гробљу у Београду, а истог дана одржана је комеморација на Сцени „Бојан Ступица“ у њеном матичном Југословенском драмском позоришту.
Током своје каријере Злата се опробала и као ТВ водитељка. Током 1980-их година, са певачима Предрагом Цунетом Гојковићем и Предрагом Живковићем Тозовцем, водила је музичку емисију Фолк парада.

## Филмографија
| Год.    | Назив                                  | Улога              |
| ------- | -------------------------------------- | ------------------ |
| 1970-те |                                        |                    |
| 1971.   | Бубашинтер                             | Душица             |
| 1974.   | Отписани                               | Марија             |
| 1974.   | Отписани                               | Марија             |
| 1975.   | Момчине                                |                    |
| 1976.   | Повратак отписаних                     | Марија             |
| 1976.   | Вагон ли                               | Млада жена         |
| 1976.   | Грлом у јагоде (серија)                | Лепа               |
| 1977.   | Професионалци (серија)                 |                    |
| 1977.   | Случај шампиона                        |                    |
| 1978.   | Браво маестро                          | Соња               |
| 1978.   | Портрет композитора Дарка Краљића      | Лично              |
| 1978.   | Отписани ТВ филм                       | Марија Симеуновић  |
| 1978.   | Седам плус седам ТВ серија             | Злата              |
| 1978.   | Повратак отписаних ТВ серија           | Марија Симеуновић  |
| 1979.   | Партизанска ескадрила                  | Јелена             |
| 1979.   | Призори из обитељског живота ТВ серија |                    |
| 1979.   | Какав дан                              |                    |
| 1980-те |                                        |                    |
| 1981.   | Стари Београд                          |                    |
| 1981.   | Била једном љубав једна                |                    |
| 1982.   | Сабињанке                              | Медицинска сестра  |
| 1982.   | Стеница (ТВ)                           |                    |
| 1982.   | Приче преко пуне линије                |                    |
| 1984.   | Др                                     | Клара              |
| 1984.   | Улични певачи (серија)                 |                    |
| 1984.   | Формула 1 (ТВ серија)                  |                    |
| 1989.   | Мистер Долар (ТВ)                      | Госпођа модел Пату |
| 1990-те |                                        |                    |
| 1990.   | Иза зида                               |                    |
| 1990.   | Ваљевска болница                       | госпођа Стефановић |
| 1991.   | Туце свилених чарапа                   |                    |
| 1991.   | Холивуд или пропаст                    |                    |
| 1998.   | Код луде птице (тв серија)             | глумица            |
| 2000-те |                                        |                    |
| 2008.   | Љубав и мржња (серија)                 | Наталија           |
| 2010-те |                                        |                    |
| 2010.   | Село гори, а баба се чешља (ТВ серија) | докторка           |

## Фестивали
- 1978. Загреб - На клупи пише волим те (дует са братом Дејаном Петковићем)
- 1983. Београдско пролеће - Два амрела (дует са братом Дејаном Петковићем, дечје београдско пролеће)
- 1997. Београдско пролеће - За љубав (Вече градских песама и романси, дует са Жарком Данчуом)